# Laquets d'Estibe Aute
Pour les articles homonymes, voir Estibe Aute (homonymie) et Laquette.
Les laquets d'Estibe Aute sont des lacs pyrénéens français situés administrativement dans la commune de Cauterets dans le département des Hautes-Pyrénées, dans le Lavedan en Occitanie.
Les lacs ont une superficie de 0,4 ha pour une altitude de 2 515 m, ils atteignent une profondeur de 2 m.

## Toponymie
En occitan, estibe signifie « estive, pâturage d'été en hauteur ».

## Géographie
Les laquets d'Estibe Aute sont des lacs naturels situés dans l'enceinte du parc national des Pyrénées, dans la vallée de Gaube.

### Topographie
|                                        |                                                   | Pic Henri Pons (2 726 m)           |
|                                        | laquets d'Estibe Aute                             | Pic de l'Estibet d'Estom (2 711 m) |
| Refuge des Oulettes de Gaube (2 151 m) | Pic d'Arraillé (2 759 m) Col d'Arraillé (2 583 m) |                                    |

### Hydrographie
Les lacs ont pour émissaire le gave des Oulettes de Gaube.

## Protection environnementale
Les lacs sont situés dans le parc national des Pyrénées.

## Voies d'accès
Les laquets d'Estibe Aute sont accessibles depuis Cauterets en suivant le GR 10 et le sentier HRP le long du gave de Gaube au départ du Pont d'Espagne en passant par le lac de Gaube puis le sentier le long du gave des Oulettes de Gaube  en accédant au refuge des Oulettes de Gaube.